# Marilyn Martin
Marilyn Martin (Tennessee, 4 maggio 1954) è una cantautrice statunitense.

## Biografia
Marilyn Martin ha avviato la sua carriera all'interno di alcune band; in seguito si è trasferita a Los Angeles ed è stata corista di successo per cantanti come Stevie Nicks, Joe Walsh, Don Henley, Tom Petty and Kenny Loggins. Nel 1985 ha duettato con Phil Collins in Separate Lives, colonna sonora del film Il sole a mezzanotte, che ha raggiunto la vetta della Billboard Hot 100, della Irish Singles Chart e la 4ª posizione della Official Singles Chart britannica.
A gennaio 1986 è stato pubblicato il suo album di debutto eponimo, piazzatosi alla numero 73 negli Stati Uniti e alla 64 nei Paesi Bassi. È stato promosso dal singolo Night Moves, arrivato al 28º posto della Hot 100. Nel 1988 è uscito il secondo disco della cantante, intitolato This Is Serious, e successivamente ha continuato l'attivita di corista.

## Discografia

### Album in studio
- 1986 – Marilyn Martin
- 1988 – This Is Serious
- 2012 – Trust, Love, Pray

### Singoli
- 1984 – Sorcerer
- 1985 – Separate Lives (con Phil Collins)
- 1986 – Night Moves
- 1986 – Body and the Beat
- 1986 – Move Closer
- 1988 – Possessive Love
- 1988 – Love Takes No Prisoners
- 1988 – And When She Danced (con David Foster)
- 1992 – No Regrets (con Charles Dumont)
- 1994 – Trough His Eyes